# Le Moëllé
Le Moëllé är en bergstopp i Schweiz. Den ligger i distriktet Aigle och kantonen Vaud, i den sydvästra delen av landet, 70 km sydväst om huvudstaden Bern. Toppen på Le Moëllé är 1 871 meter över havet.